# Kawasaki ZXR 750
Kawasaki ZXR 750 je silniční sportovní motocykl japonské značky Kawasaki.

## První ZXR 750 typ H
V roce 1989 se světu představil sériový model Kawasaki ZXR 750. Interně byl označován ZX 750 H. Kawasaki se tehdy chlubila moderní a progresivní technikou. Dvojitý páteřový rám z hliníkové slitiny a řadový, kapalinou chlazený čtyřválcový motor s 16 ventilovou technikou. Motor vycházel z typu Kawasaki GPX 750 a byl plněn čtyřmi karburátory. Pro německý trh dosahoval maximálního výkonu 70 kW (95 koní). Přední vidlice, sice klasická, ale s nastavitelným předpětím pružin a útlumem při stlačování a zadní centrální pružící a tlumící jednotka s nastavitelným předpětím pružiny a tlumením při roztahování podpírající hliníkovou kyvnou vidlici. Toto podvozkové vybavení tehdy měly pouze skutečně závodní stroje. Ani přední dvojitá kotoučová brzda se čtyřpístkovými pevnými brzdovými třmeny nebyla v té době zcela běžnou součástí sériové výbavy motocyklů.
Tento motocykl byl určen k tomu, aby vyhrával závody na silničních okruzích a k dokazování svých kvalit při každodenním použití jako praktický dopravní prostředek. Maximální rychlost 245 km/h byla na tehdejší dobu velmi vysoká.

## ZXR 750 typ J
V roce 1991 Kawasaki představila nový model ZXR 750, tentokrát s interním označením ZX 750 J. Vizáž motocyklu působila ladněji díky kulatějším tvarům. Nejpodstatnější změny se ale odehrály jinde. Motor byl kompletně přepracován. S typem H neměl nic společného. Změnily se hodnoty vrtání a zdvihu a to konkrétně na 71 x 47,3 mm (předtím 68 x 51,5 mm). Přesný zdvihový objem válců je 749 cm³ (dříve 748 cm³).Maximální výkon motoru se příliš nezvýšil, konkrétně na 73,6 kW (100 koní) pro německý a rakouský trh. Na ostatní trhy mělo mít koní 107.
Nejpodstatnější změna na podvozku byla výměna přední teleskopické vidlice za vidlici typu USD s průměrem kluzné trubky 43 mm. Tato vidlice opět disponovala nastavitelným předpětím pružin a tlumením pouze při roztahování. Změnil se rozvor na hodnotu 1430 mm.
Pro tento model jsou údaje v infoboxu.

### Sportovnější verze typu J, typ K
Souběžně s typem J se vyráběl i typ K. Tento model byl ostrým superbikem připraveným vyrazit do boje v závodech mistrovství světa superbike, které tehdy jezdily motocykly se zdvihovým objemem 750 cm³. Od typu J se odlišoval podsedlovou kapotáží, na které chybělo sedadlo pro spolujezdce. To ale nebyla jediná změna na kapotážích. Další změnou byla výměna palivové nádrže. Na typu K byl použit na výrobu nádrže hliníkový plech. To pomohlo snížit hmotnost o 2 kilogramy.
Nejzásadnější změnou bylo použití karburátorů s plochými šoupátky Keihin FVK. S tím souvisely i jiné parametry motoru. Motor se dále odlišoval jiným časováním ventilů díky změněnému profilu vaček. Tento motor dosahoval výkonu pro německý trh 73,6 kW.
Další změna se odehrála v oblasti podvozku. Již tak dobrý základ byl dále vylepšován. Přední vidlice byla zcela jiná. Stále se jednalo o obrácenou plně nastavitelnou vidlici, ale průměr kluzných trubek se zmenšil na hodnotu 41 mm a šířka stěny kluzné trubky se zvětšila pro zachování tuhosti. Tato vidlice ale již disponovala možností nastavení tlumení v obou směrech. Jak při stlačování, tak při roztahování. Výraznou změnou bylo celkové snížení hmotnosti o 5 kilogramů oproti typu J.

## ZXR 750 typ L
Velká změna se odehrála v roce 1993 s nástupem typu ZX 750 L. Aby Kawasaki udržela technický náskok před konkurencí, vytáhla do boje již se skutečným náporovým sáním vzduchu do sacího potrubí - Ram-Air. Design procházel spíše evolucí, nikoliv revolucí.
Hlavní konstrukční zásahy se odehrály v oblasti podvozku. Změnila se lehce geometrie a to následovně. Úhel hlavy řízení má nyní hodnotu 25° namísto původních 24,5° a s tím související změna stopy na hodnotu 99 mm. Za zmínku jistě stojí i další přepracování zadní centrální pružící a tlumící jednotky.

### Typ M
Samozřejmě, že jako u typu J existovala sportovnější varianta, tak i u nové verze existovala verze připravená pro homologaci do závodů WSBK. Opět se lišila podsedlovou kapotáží a jinými karburátory s plochými šoupátky a jiným časováním ventilů díky pozměněním profilům vaček.
Sportovní verze byly nenávratně poznamenány závody na okruzích a sehnat dnes tyto motocykly v dobrém a originálním stavu je téměř nemožné a jejich cena se pohybuje v řádů několika tisíc eur za zachovalé exempláře.[zdroj⁠?!]